# Undervandsbaaden A 182
 Ikke at forveksle med Undervandsbaaden og Undervandsbaaden A 170.
Undervandsbaaden A 182 er en dansk dokumentarfilm produceret af Nordisk Films Kompagni. Filmen instruktør er ukendt.

## Handling
Dansk undervandsbåd sejler ud af Københavns Havn. Ubåden dykker ned i Øresund. Torpedoer bringes ombord.